# 坎迪德·恰尔克维阿尼
坎迪德·涅斯托罗维奇·恰尔克维阿尼（俄語：Кандид Несторович Чарквиани；1907年1月31日（格里历：2月12日）—1994年9月13日），格鲁吉亚人，苏联党和国家领导人，曾任第比利斯市委第一书记，格鲁吉亚共产党中央第一书记等职。

## 生平
- 1907年1月31日（格里历：2月12日）出生于沙俄库塔伊西省察盖里的一个中农家庭。1924年毕业于库塔伊西人文学院，同年加入苏联共青团。
- 1924年12月-1926年4月，第比利斯市政府市政部门工作。
- 1926年4月-1928年4月，格鲁吉亚共产党（布）第比利斯市委组织部书记。
- 1928年4月-1930年10月，第比利斯《共产党报》党组负责人。1930年3月加入联共（布）。
- 1930年10月-1931年12月，外高加索铁路工程师学院学习。
- 1931年12月-1932年4月，格共（布）中央宣传部印刷品部门指导员。1932年毕业于第比利斯外高加索工程学院。
- 1932年4月-1933年10月，第比利斯《Akhalgazrda Komunisti报》主编。
- 1933年10月-1935年1月，特拉维机械拖拉机站政治部《斯大林报》主编。
- 1935年1月-10月，哈舒里《布尔什维克Sitkva报》主编。
- 1935年10月-1936年12月，格共（布）中央宣传部出版社管理司司长。
- 1936年12月-1937年7月，第比利斯《党建报》副总编辑。
- 1937年7月-1938年2月，格共（布）中央宣传部学校与科学司司长。期间，1937年9月-1938年2月，苏联作家联盟格鲁吉亚分部主席。
- 1938年2月-8月，格共（布）中央第三书记。
- 1938年8月-1952年4月，格共（布）中央第一书记。期间，1938年8月-1952年1月，格共（布）第比利斯市委第一书记。
- 1952年4月-1953年5月，莫斯科苏共中央巡视员。
- 1953年5月-1958年，乌兹别克苏维埃社会主义共和国消费品工业部建筑公司总经理。
- 1958年-1981年，格鲁吉亚经济与法律研究所学习，期间获经济学博士学位。
- 1981年-1988年，格鲁吉亚苏维埃社会主义共和国国民经济与计划研究所所长。
- 1988年11月起退休。
- 1994年9月13日于第比利斯逝世，享年87岁。

恰尔克维阿尼是联共（布）18大，第18次代表会议代表，第18届中央候补委员；第1-3届苏联最高苏维埃联盟院代表，第2届格鲁吉亚苏维埃社会主义共和国最高苏维埃代表。

## 主政格鲁吉亚
恰尔克维阿尼促进了格鲁吉亚的快速工业化。尽管莫斯科官僚机构的各个官员都反对，但在战后的几年里，格鲁吉亚还是兴建了许多重大工程。其中包括鲁斯塔维冶金厂和鲁斯塔维市。斯大林的最初计划是在首府第比利斯的郊区内建造冶金厂。正是在优先考虑环境因素的恰尔克维阿尼的坚持下，斯大林放弃了原计划。最终，鲁斯塔维新区沿着大型冶金厂建成。其他项目包括库塔伊西汽车厂、人造水库（第比利斯海）、以及各省数十座小型水电站。第比利斯地铁也在恰尔克维阿尼的任期内开工。尽管地铁建设多次人为造成延误，于1965年投入运营。
卫国战争期间，恰尔克维阿尼在组织格鲁吉亚的武器装备制造（战斗机等）方面发挥了重要作用。在整个二战期间，格鲁吉亚也向前线供应了大量农产品。
在恰尔克维阿尼的倡议下建立了格鲁吉亚科学院于1941年成立，该院后来发展成了几十个科研中心。
恰尔克维阿尼在明格列尔人事件中受到牵连，被迫辞职，前往莫斯科担任巡视员这个闲职。虽然在斯大林死后相关人员都被平反，但恰尔克维阿尼还是被迫与家人分开，前往塔什干管理建筑公司。直到1958年他才获准返回第比利斯。

## 荣誉
- 三次列宁勋章
- 红旗勋章
- 两次一级卫国战争勋章
- 各民族人民友谊勋章
- 纪念列宁诞辰一百周年奖章
- 保卫高加索奖章
- 1941－1945年伟大卫国战争战胜德国奖章
- 1941-1945年伟大卫国战争胜利二十周年奖章
- 1941-1945年伟大卫国战争胜利三十周年奖章
- 1941-1945年伟大卫国战争胜利四十周年奖章
- 苏联武装力量五十周年奖章
- 苏联武装力量六十周年奖章
- 苏联武装力量七十周年奖章
- 苏联武装力量老兵奖章